# Premiile Academiei Române pentru anul 1998
Premiile Academiei Române pentru anul 1998 au fost acordate în decembrie 2000, în Aula Academiei Române.
Sunt indicate obiectul acordării premiului, cel mai adesea o lucrare, autorul acesteia și țara de reședință a autorului. În cazul în care nu este indicată țara, autorul este din România.

## I. Secția de filologie și literatură română

### 1. Premiul Bogdan Petriceicu Hașdeu
- 1998 - nu s-a acordat

### 2. Premiul Timotei Cipariu
- 1998 — Lucrarea Gramatica numelor proprii în limba română, autor Domnița Tomescu.

### 3. Premiul Mihai Eminescu
- 1998 — Două lucrări:
  - a) Lucrarea: Utopia nopții, autor Emil Manu și
  - b) Lucrarea: Cerul iubirii, autor Ion Miloș.

### 4. Premiul Ion Luca Caragiale
- 1998 - nu s-a acordat

### 5. Premiul Ion Creangă
- 1998 — Lucrarea: Cei șapte regi ai orașului București, autor Daniel Bănulescu.

### 6. Premiul Titu Maiorescu
- 1998 — Două lucrări:
  - a) Lucrarea: Marin Sorescu. Studiu monografic, autor Fănuș Băileșteanu și
  - b) Lucrarea: Țepeneag. Introducere într-o lume de hârtie, autor Nicolae Bârna.

### 7. Premiul Lucian Blaga
- 1998 - nu s-a acordat

## II. Secția de științe istorice și arheologie

### 1. Premiul Vasile Pârvan
- 1998 — Două lucrări:
  - a) Lucrarea: Viața municipală în Dacia romană, autor Radu Ardevan și
  - b) Lucrarea: Dacia romană și Barbaricum, autor Coriolan Horațiu Opreanu.

### 2. Premiul Alexandru D. Xenopol
- 1998 — Lucrarea: În inima Europei. Studii de istorie religioasă a spațiului românesc, autor Cesare Alzati (Italia).

### 3. Premiul Nicolae Iorga
- 1998 — Lucrarea: Mongolii și Marea Neagră în secolele XIII-XIV, autor Virgil Ciocâltan.

### 4. Premiul Mihail Kogălniceanu
- 1998 - nu s-a acordat

### 5. Premiul Dimitrie Onciul
- 1998 — Lucrarea: Tiparul românesc la sfârșitul secolului al XVII-lea și începutul secolului al XVIII-lea, autor Doru Bădără.

### 6. Premiul Nicolae Bălcescu
- 1998 — Lucrarea: Romanian Politics. 1869-1872. From Prince Cuza to Prince Carol, autor Paul Michelson (Statele Unite ale Americii)

### 7. Premiul George Barițiu
- 1998 — Se acordă: Pentru întreaga activitate desfășurată timp de 50 de ani în domeniul educației și școlii românești, autor Gheorghe Pârnuță.

### 8. Premiul Eudoxiu de Hurmuzachi
- 1998 — Lucrarea: Revoluția de la 1848 în țările române. Documente inedite din arhivele rusești, autor Ion Varta (Republica Moldova).

## III. Secția de științe matematice

### 1. Premiul Simion Stoilow
- 1998 - nu s-a acordat

### 2. Premiul Gheorghe Lazăr
- 1998 — Lucrarea: Comparison of stochastic matrices with applications in information theory, statistics, economics and population sciences, autor Gheorghiță Zbăganu.[1]

### 3. Premiul Gheorghe Țițeica
- 1998 — Lucrarea: Locally Conformal Kähler Geometry, autori Sorin Dragomir și Liviu Ornea.[2]

### 4. Premiul Spiru Haret
- 1998 - nu s-a acordat

### 5. Premiul Dimitrie Pompeiu
- 1998 - nu s-a acordat

## IV. Secția de științe fizice

### 1. Premiul Dragomir Hurmuzescu
- 1998 — Lucrarea: The (hkl) Dependence of Diffraction - Line Broadering Caused by Strain and Size for all Laue Groups in Rietveld Refinement, autor dr. Nicolae C. Popa.

### 2. Premiul Constatin Miculescu
- 1998 — Grupul de lucrări: Studii privind fenomenul Raman în straturi subțiri de polimeri conductori, autori: Mihaela Baibarac și prof. dr. Serge Lefrant (Franța).

### 3. Premiul Horia Hulubei
- 1998 — Două lucrări
  - a) Grupul de lucrări: Creșterea preciziei etaloanelor radioactive și asigurarea trasabilității lor, autori: dr. Maria Sahagia și dr. Enric Leon Grigorescu și
  - b) Lucrarea: Entropic Lower Bound for the Quantum Scattering of Spinless Particles, autor: dr. Mihai Laurian Ion.

### 4. Premiul Ștefan Procopiu
- 1998 — Două lucrări
  - a) Grupul de lucrări: Oxizi magnetici pe bază de fier, de geneză hidrotermală autori: Dorina Tărăbășanu și dr. Lucian Diamandescu și
  - b) Lucrarea: Bionics, Biological Systems and the Principle of Optimal Design, autor: prof. dr. Aurel I. Popescu.

### 5. Premiul Radu Grigorovici
- 1998 - nu s-a acordat.

## Premii după ani
Premiile Academiei Române se acordă după o deliberare de până la 24 de luni sau doi ani. Candidații pot fi propuși până la 1 septembrie a anului următor anului nominalizării. Premierile se desfășoară în decembrie, la doi ani după anul nominalizării. 
„ Durata întregii proceduri de propunere, evaluare, dezbatere și decizie este de doi ani. ”—Sursa, website-ul Academiei Române
- 1998 — Ceremonie de decernare - decembrie 2000, Aula Academiei Române
- 1999 — Ceremonie de decernare - decembrie 2001, Aula Academiei Române
- 2000 — Ceremonie de decernare - decembrie 2002, Aula Academiei Române
- 2001 — Ceremonie de decernare - decembrie 2003, Aula Academiei Române
- 2002 — Ceremonie de decernare - decembrie 2004, Aula Academiei Române
- 2003 — Ceremonie de decernare - decembrie 2005, Aula Academiei Române
- 2004 — Ceremonie de decernare - decembrie 2006, Aula Academiei Române
- 2005 — Ceremonie de decernare - decembrie 2007, Aula Academiei Române
- 2006 — Ceremonie de decernare - decembrie 2008, Aula Academiei Române
- 2007 — Ceremonie de decernare - decembrie 2009, Aula Academiei Române
- 2008 — Ceremonie de decernare - decembrie 2010, Aula Academiei Române
- 2009 — Ceremonie de decernare - decembrie 2011, Aula Academiei Române
- 2000 — Ceremonie de decernare - decembrie 2012, Aula Academiei Române
- 2011 — Ceremonie de decernare - decembrie 2013, Aula Academiei Române
- 2012 — Ceremonie de decernare - decembrie 2014, Aula Academiei Române
- 2013 — Ceremonie de decernare - decembrie 2015, Aula Academiei Române
- 2014 — Ceremonie de decernare - decembrie 2016, Aula Academiei Române
- 2015 — Ceremonie de decernare - decembrie 2017, Aula Academiei Române
- 2016 — Ceremonie de decernare - decembrie 2018, Aula Academiei Române
- 2017 — Ceremonie de decernare - decembrie 2019, Aula Academiei Române
- 2018 — Ceremonie de decernare - decembrie 2020, Aula Academiei Române
- 2019 — Ceremonie de decernare - decembrie 2021, Aula Academiei Române